# Etosha-Nationalpark

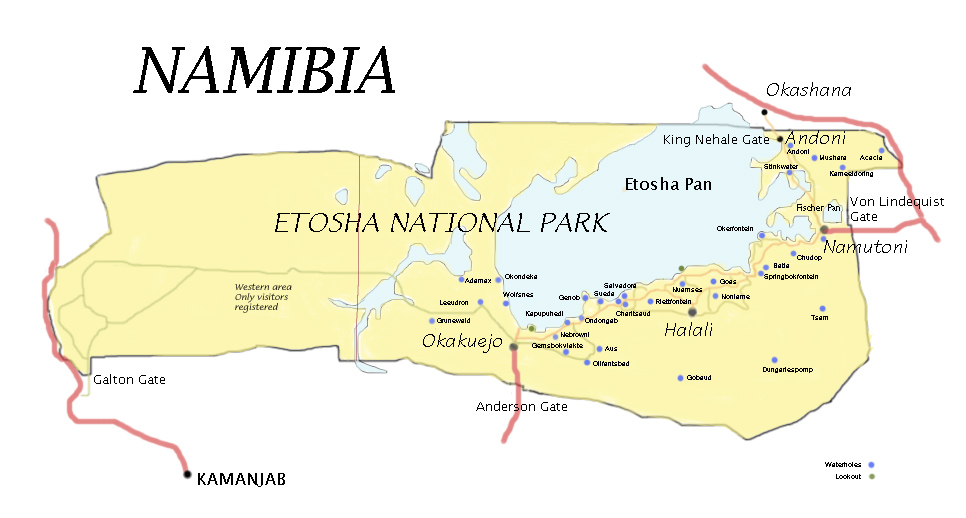
Karte des Etosha-Nationalparks

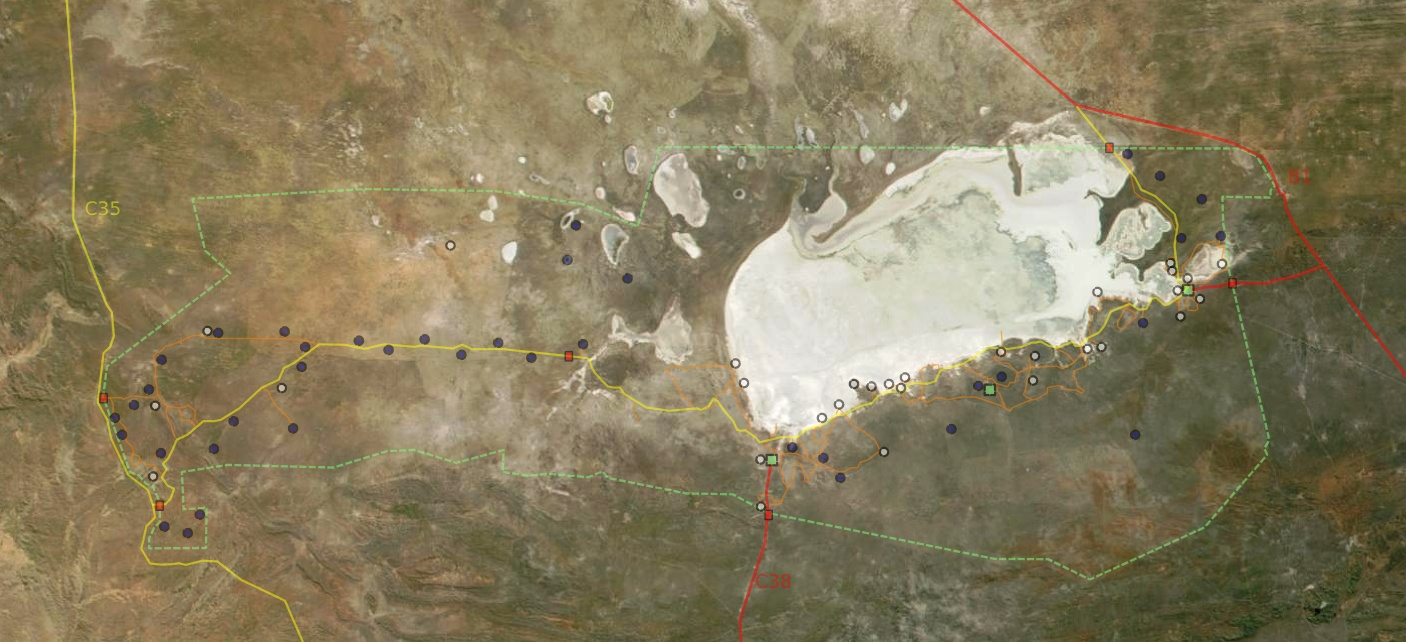
Satellitenbild des Etosha-Nationalparks mit Grenzzaun, Straßen, Wasserstellen, Camps und Toren

Der Etosha-Nationalpark ist ein 22.935 Quadratkilometer großer Nationalpark im Norden von Namibia und bedeutendstes Schutzgebiet des Landes. Der Park liegt am Nordwestrand des Kalahari-Beckens und umfasst fast die gesamte 4760 km² große Etosha-Pfanne. Von der Südgrenze des Parks sind es 400 Kilometer bis zur Hauptstadt Windhoek und von der Nordgrenze 125 Kilometer bis zur Grenze nach Angola. Der Atlantik ist von der Westgrenze fast 200 Kilometer entfernt.
Der Name „Etosha“ stammt aus dem Oshivambo und bedeutet so viel wie „großer weißer Platz“.

## Geschichte
Teile des heutigen Nationalparks bilden das traditionelle Siedlungsgebiet der HaiǁomKlicklaut.
Am 22. März 1907 erklärte der Gouverneur von Deutsch-Südwestafrika, Friedrich von Lindequist, 99.526 km² des heutigen Namibia zum Naturschutzgebiet (Game Reserve 2), nachdem der ehemals reiche Wildbestand durch Wilderei und bedenkenlose Großwildjagd bis an den Rand der Ausrottung reduziert und damit die Fleischversorgung der Bevölkerung ernsthaft gefährdet worden war. Das Schutzgebiet erstreckte sich über drei Gebiete. Das erste lag ungefähr im Norden von Grootfontein, das zweite Gebiet schloss den heutigen Park mit der Etosha-Pfanne, den größten Teil des Kaokolandes, und das Damaralandes im Norden ein und erstreckte sich damit bis zur Skelettküste und zum Kunene. Das dritte Gebiet erstreckte sich über weite Teile der Namib im Süden.
Elefanten gab es bereits seit 1880 nicht mehr in dieser Gegend und die früher zehntausend Tiere zählenden Antilopenherden waren weitgehend verschwunden. Die Schutzmaßnahmen hatten Erfolg und führten zu einer allmählichen Regeneration der Wildbestände. Zugleich wuchs aber der Landbedarf der hier lebenden Volksstämme und der zugewanderten weißen Siedler.
Schon 1928 wurde das Schutzgebiet verkleinert. Zwischen 1958 und 1967 wurden weitere Verkleinerungen durchgeführt, die in einer Rücknahme der Wildschutzgebiete Eins und Zwei mündeten. 1964 wurde das Gebiet zum Nationalpark erklärt. Im Zuge des Odendaal-Plans zur Gründung von Homelands Anfang der 1970er Jahre erhielt es seine heutigen Grenzen und hatte nur noch eine Ausdehnung von rund 22.275 km² (295 km in der maximalen Ost-West-Ausdehnung, 110 km in der maximalen Nord-Süd-Ausdehnung). Es ist damit dennoch in etwa so groß wie das Bundesland Hessen und das zweitgrößte Naturschutzgebiet Afrikas. Seit der Jahrhundertwende sind Bestrebungen im Gange, die Naturschutzgebiete im südlichen Afrika wieder auszuweiten oder sogar länderübergreifend miteinander zu verbinden. Auch der Etosha-Nationalpark ist Gegenstand derartiger Überlegungen.
1973 wurde der Park komplett eingezäunt. Durch künstliche Wasserlöcher stieg der Wildbestand im Park stark an. National Geographic schrieb im März 1983: „Selbst als Etosha zusammenschrumpfte, stieg der Wildbestand innerhalb des verbleibenden Gebietes erheblich. Wie? Nichts leichter als das. Man braucht nur Wasser hinzuzufügen“.

## Geographie

### Der Park heute
Der Park war bis Anfang 2014 für Touristen zweigeteilt. Der östliche, von der Etosha-Pfanne geprägte Teil ist für Touristen mit Pkw frei zugänglich. Der westliche Teil dagegen durfte bis Mitte 2011 nur in Begleitung registrierter Reiseführer besucht werden, seitdem auch von allen Übernachtungsgästen des Camp Dolomite. Seit Anfang 2014 ist der Westteil am Galton Gate für alle Besucher geöffnet.
Beide Teile sind durch Pads (afrikaans für Straße), die an den zahlreichen natürlichen und künstlichen Wasserstellen vorbeiführen, erschlossen. Im östlichen Teil verlaufen die Pads südlich und östlich der Etosha-Pfanne. Der westliche Teil ist durch die lange Ost-West-Verbindung geprägt, die erst weit im Westen nach Süden Richtung Galton-Tor abbiegt. Die meisten Straßen sind nicht asphaltiert, die Höchstgeschwindigkeit beträgt 60 km/h.
Einlass ist von Sonnenauf- bis Sonnenuntergang. Das Verlassen der Fahrzeuge ist nur in den an umzäunten Rastlagern und an wenigen ausgewiesenen und umzäunten Stellen gestattet.
Vor der Einzäunung war es den Tieren möglich, bei Trockenheit weiter nördlich Richtung Kunene zu ziehen. Da es diese Möglichkeit heute nicht mehr gibt, wurden künstliche Wasserstellen angelegt. Dies und der allmähliche Ausbau der touristischen Infrastruktur machten den Etosha-Nationalpark im Laufe der Jahre zu einer wichtigen Attraktion für Namibiareisende.

### Der Park in Zukunft
Langfristig ist geplant, den Etosha-Nationalpark noch über seine ursprüngliche Größe von knapp 100.000 km² hinaus zu entwickeln. Dazu ist in einem ersten Schritt die Proklamation des Kaokoveld als Kunene Volkspark (Kunene People’s Park) vorgesehen. Dieser soll dann längerfristig mit dem Etosha-Nationalpark und dem Skelettküste-Nationalpark zusammengeschlossen werden.

### Wasserstellen

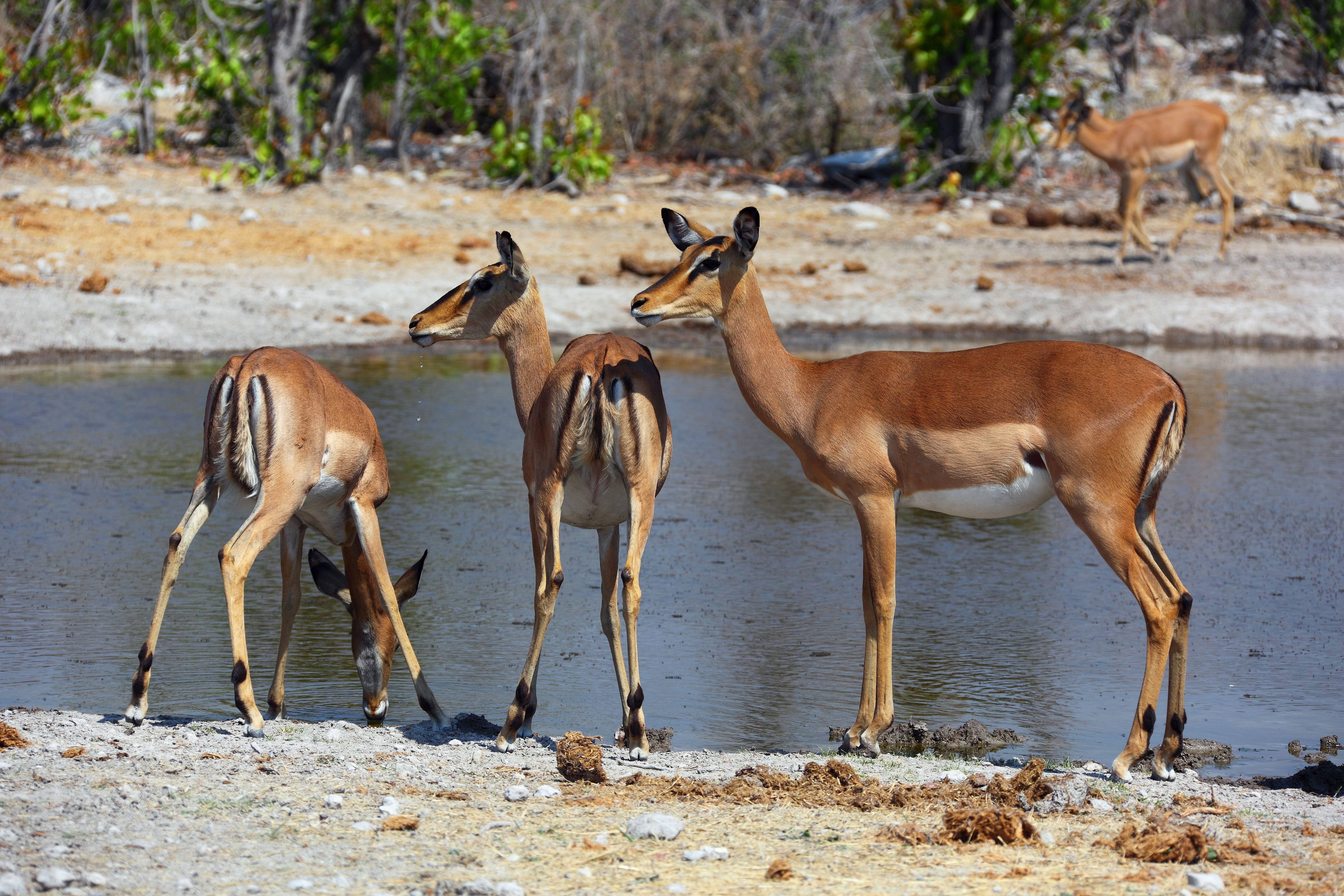
Weibliche Schwarznasenimpalas am Wasserloch Kalkheuwel Bore Hole

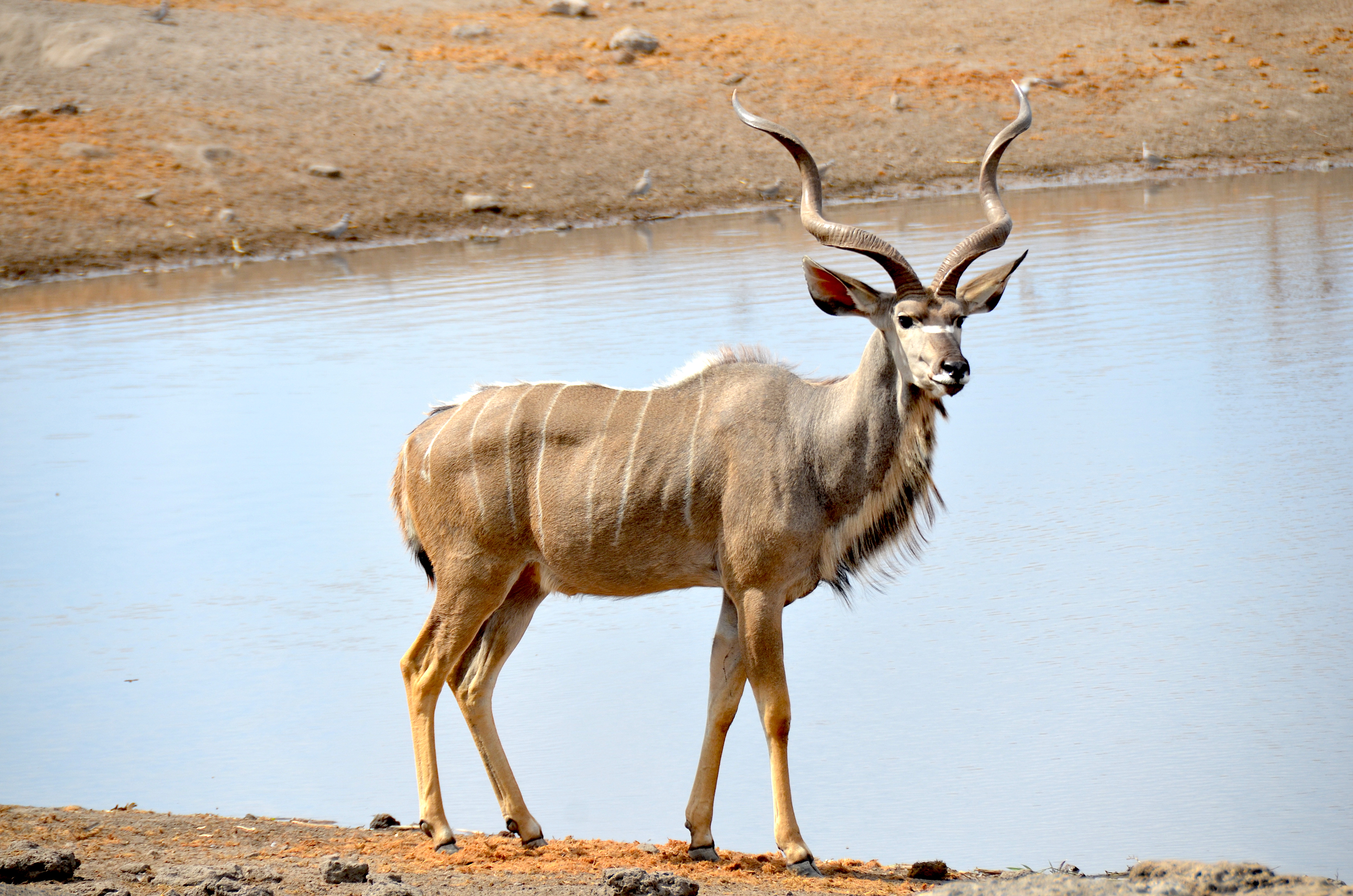
Großer Kudu an der Chudop-Wasserstelle

In besonders guten Regenjahren läuft die Etosha-Pfanne in den Randbereichen teilweise voll (Fisher Pan häufiger und zum Teil vollständig) und wird zur Heimat tausender Wasservögel, darunter Flamingos. Es gibt im Park keine fließenden Gewässer und die Tiere sind die meiste Zeit des Jahres auf die natürlichen und künstlichen Wasserstellen angewiesen. Gegen Ende der Trockenheit sind viele der natürlichen Wasserstellen versiegt und es sammelt sich mehr Wild an den künstlichen Wasserstellen.
Im westlichen Teil des Parks gibt es nur fünf natürliche Wasserstellen, verglichen mit 29 im östlichen Teil. Deshalb sind im östlichen Teil auch nur zwölf künstliche Wasserstellen hinzugekommen, während es im westlichen Teil 27 sind.
Bei den Wasserstellen kann man vier Arten unterscheiden:
- artesische Quellen: hier wird Wasser mit Druck an die Oberfläche gefördert. Die meisten dieser Quellen liegen in der Nähe von Namutoni, beispielsweise Klein-Namutoni, Koinachas, Goas und Chudop
- Grundwasserquellen in Kalkmulden, beispielsweise Okaukuejo, Aus (wird zusätzlich noch künstlich gespeist), Ombika, Groß Okevi, Klein Okevi, Numeros und Ngobib (eine eingebrochene Höhle)
- Kontakt- bzw. Sickerquellen: hier treffen zwei Formationen unterschiedlicher Durchlässigkeit aufeinander, im Falle von Etosha eine Kalkschicht auf eine wasserundurchlässige Lehmschicht. Derartige Quellen sind beispielsweise Salvadora, Springbok- und Okerfontein und Okondeka am Rande der Etosha-Pfanne
- künstliche Bohrlöcher wie beispielsweise Olifantsbad, Gemsbokvlakte

### Vegetationszonen
Die Vegetationszonen im Etosha-Nationalpark bilden sich aufgrund unterschiedlicher Boden- und Wasserverhältnisse. Je nach Autor werden bis zu 21 Zonen unterschieden. Diese lassen sich zu acht Zonen vereinfachen, die im Folgenden dargestellt sind. Der Hauptunterschied besteht in der Zusammenfassung von verschiedenen Strauch- und Baumzonen.
- Kalksalz-Pfanne
Die Kalksalzfläche erstreckt sich über das Gebiet der Etosha-Pfanne und ist aufgrund des salzigen (3,25 Gewichts-%) und alkalischen (pH-Wert> 10) Bodens fast unbewachsen. Nur sehr salzliebende Gräser, besonders der Gattung Sporobulus, wachsen hier stellenweise und sind eine wichtige Eiweißquelle für die Antilopen und Zebras während der Trockenheit.
Nur während der Regenzeit, wenn die Salzpfanne teilweise unter Wasser steht, bietet sie vielen Vögeln, darunter dem Rosaflamingo und dem Zwergflamingo, einen Lebensraum. In dieser Zeit sind sogar Frösche in der Pfanne anzutreffen.
- Grasfelder
Die Grasfelder sind am ganzen südlichen und östlichen Rand im wenige Kilometer schmalen Streifen entlang der Pfanne anzutreffen, oft durch die Kurzstrauchsavanne vom Pfannenrand getrennt. Vom Südosten der Etosha-Pfanne erstreckt sich die Grootvlakte (große Fläche) Richtung Westen. Eingegrenzt vom Sprokieswoud im Süden und der Adamax-Pfanne im Norden mit ihren nach Südwesten reichenden Ausläufern.
Zwei besondere Grasfelder sind das Andoni-Grasfeld nahe der Andoni-Wasserstelle unterhalb des nordöstlichen Nehale-Iye-Mpingana-Tors und das Ekuma-Grasfeld nördlich des Inselbergs Ondundozonananandana, der sich südwestlich von Okaukuejo an der Parkgrenze befindet. Ondundozonananandana heißt in der Sprache der Ovambo in etwa Von wo die kleinen Kälber nie zurückkehren.
- Kurzstrauchsavanne
Die Kurzstrauchsavanne ist ebenfalls fast am ganzen südlichen und östlichen Rand in einem wenige Kilometer schmalen Streifen entlang der Pfanne anzutreffen. Die mit reichlich Abstand voneinander wachsenden Sträucher sind selten über einen Meter groß und kommen noch mit salzigen Böden zurecht.
- Dornbuschsavanne
Die Dornbuschsavanne besteht meist aus verschiedenen Akazienarten, darunter Hakendorn, Klebdorn und Lüderitz-Akazie. Sie befindet sich rund um die Pfanne in einem dünnen Streifen zwischen den Grasfeldern und der Kurzstrauchsavanne einerseits und der Mopanesavanne oder dem gemischten Trockenwald andererseits. Das größte Dornbuschgebiet befindet sich im Nordwesten mit einem Akazienstrauchfeld, das nach Osten und Südosten in Mopanesavanne oder Mopanebaumfelder übergeht.
- Mopanesavanne und Mopanebaumfelder
In der Mopanesavanne und dem Mopanebaumfeld ist die Mopane als Busch oder Baum landschaftsprägend und stellt mit ihren eiweißreichen Blättern eine wichtige Nahrungsquelle für die Pflanzenfresser dar, besonders gegen Ende des Winters. Große Baumgebiete erstrecken sich südlich der Pfanne in einigen Kilometern Entfernung vom Pfannenrand bis zur Parkgrenze und in einem Steifen fast entlang der gesamten Südgrenze des Parks. Westlich der Adamax-Pfanne befindet sich eine riesige Mopanestrauchsavanne, die in eine Dornbuschsavanne übergeht. Die Mopanesavanne und Mopanebaumfelder können je nach Untergrund (Sand, Kalk, Granit) oder zusätzlich dominierenden Büschen und Bäumen (Ekumubäume, Narawandubüsche, Flügelnüsse und Marula) weiter untergliedert werden.
- Gemischter Trockenwald
Im gemischten Trockenwald sind Hirtenbaum, Sandelveldakazie, Rosendornakazie und Gelbholzbaum anzutreffen. Da der gemischte Trockenwald viel Niederschlag benötigt, kommt er nur im Nordosten auf dem Sandveld, nördlich der Fischer-Pfanne, vor.
- Terminalia-Trockenwald
Der Terminalia-Trockenwald, auch Tambuti- bzw. Tamboti-Trockenwald genannt, wird von den bis zu 8 Meter hohen, äußerst giftigen Tambotibäumen dominiert. Dazwischen wachsen Mopane und Combrentumbüsche. Er erstreckt sich im Osten von Okerfontain über Kalkheuvel zum von-Lindequist-Tor.
- Dolomit-Inselberge
Die Vegetationszone der Dolomit-Inselberge ist nur an wenigen Stellen an der Südgrenze und im Westen des Parks anzutreffen. Typische Bäume sind hier der Moringa und die bis zu zehn Meter großen Bergdatteln. Seltener sind Akazie, Balsamsträucher und Hirtenbaum anzutreffen.

## Tourismus
Der Etosha-Nationalpark zählt neben dem Sossusvlei zu den meistbesuchten Reisezielen in Namibia. Jährlich besuchen etwa 200.000 Personen das Schutzgebiet.

### Zugänge
Der Park hat vier Zugänge:

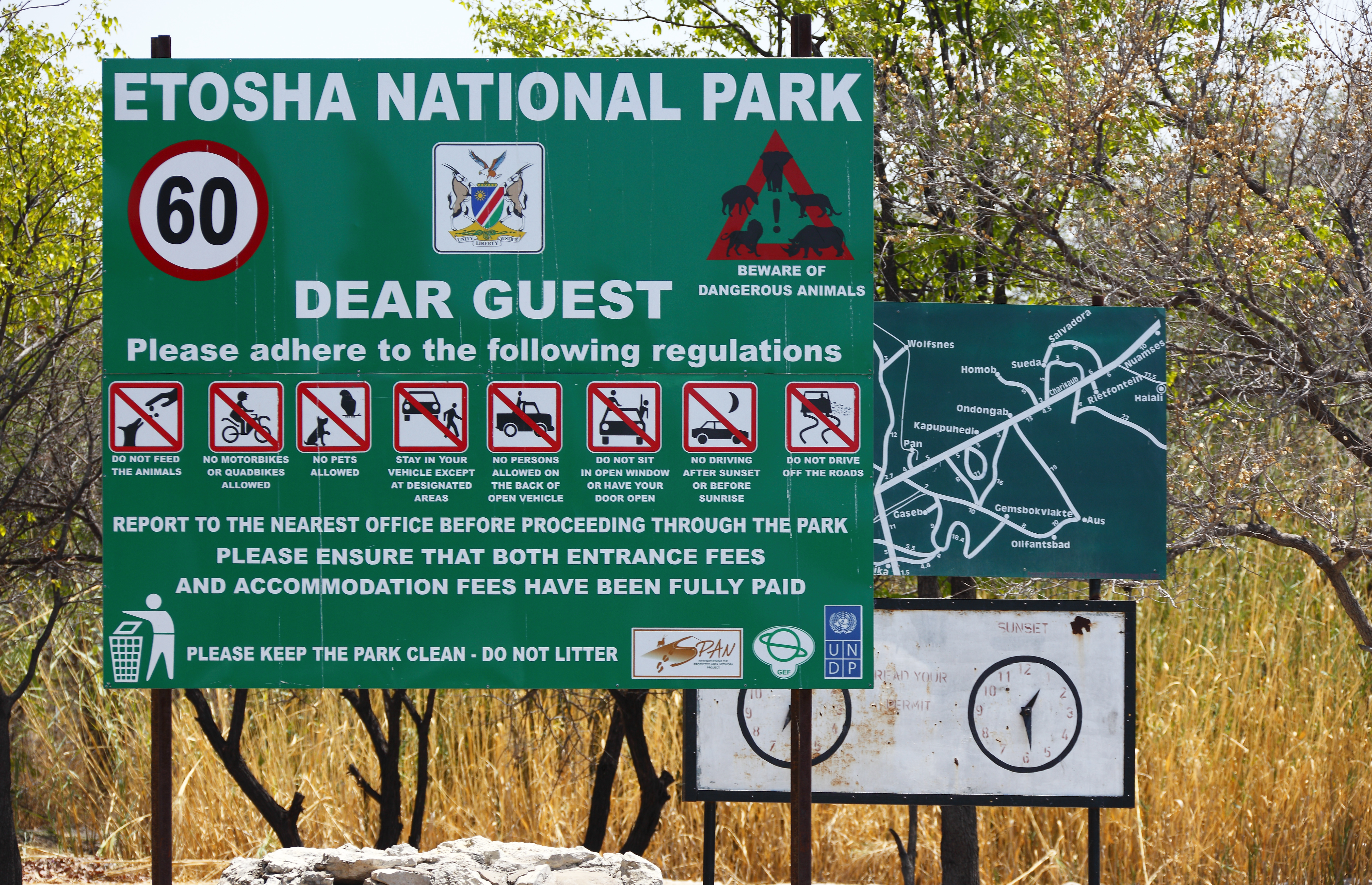
Eingangstafel mit Verhaltensregeln am "Andersson Gate".

- im Osten das „Von-Lindequist-Tor“, das über die asphaltierte Hauptstraße C38 in den Ostteil bis nach Namutoni führt,
- im Norden das „King-Nehale-Tor“, das in den nordöstlichen Teil führt,
- im Süden das „Anderssons-Tor“, das in den zentralen Süden über die hier asphaltierte C38 nach Okaukuejo führt, und
- im Westen das „Galton-Tor“, den Zugang zum westlichen Teil des Parks.

### Unterkünfte

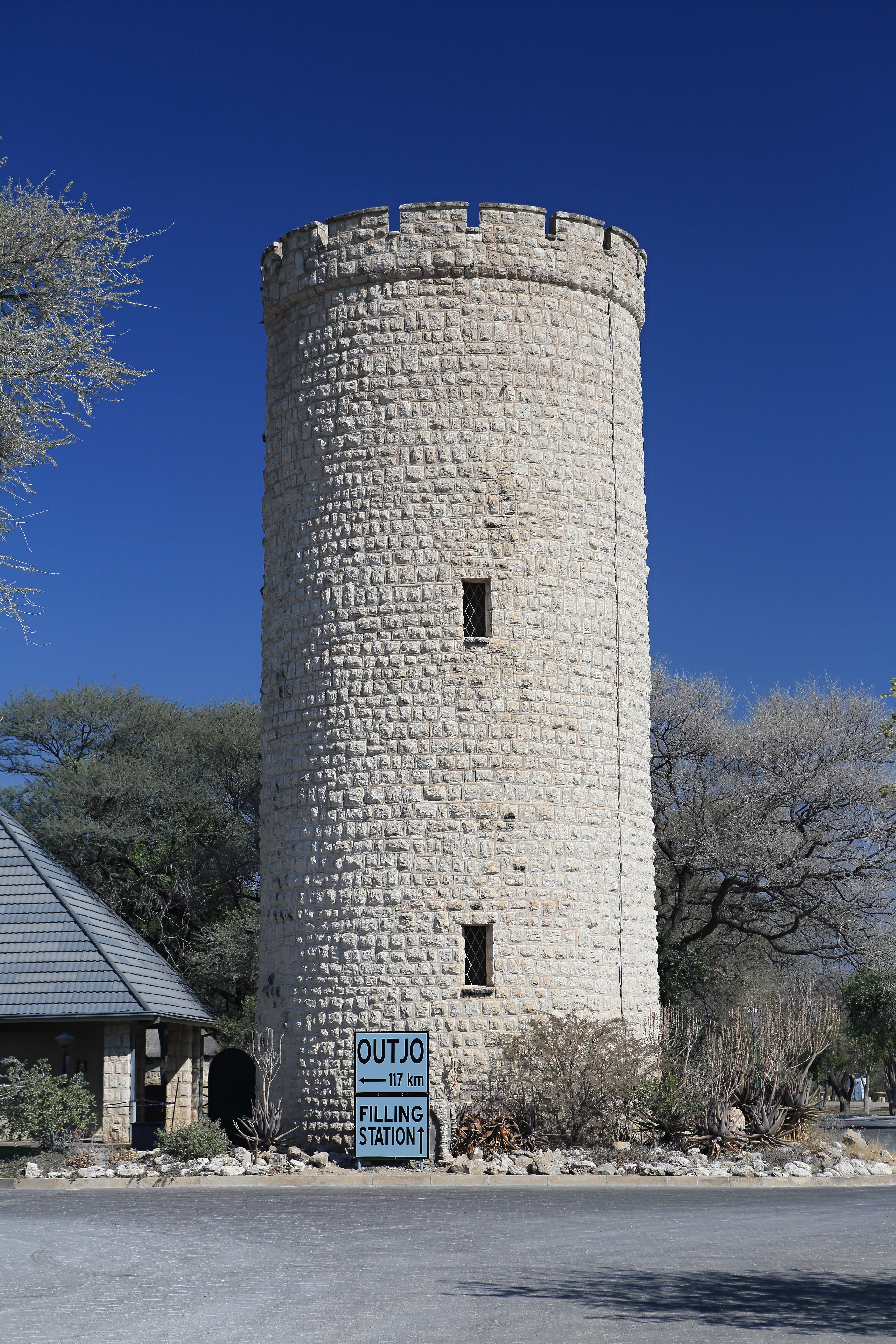
Der Wasser- und Aussichtsturm in Okaukuejo

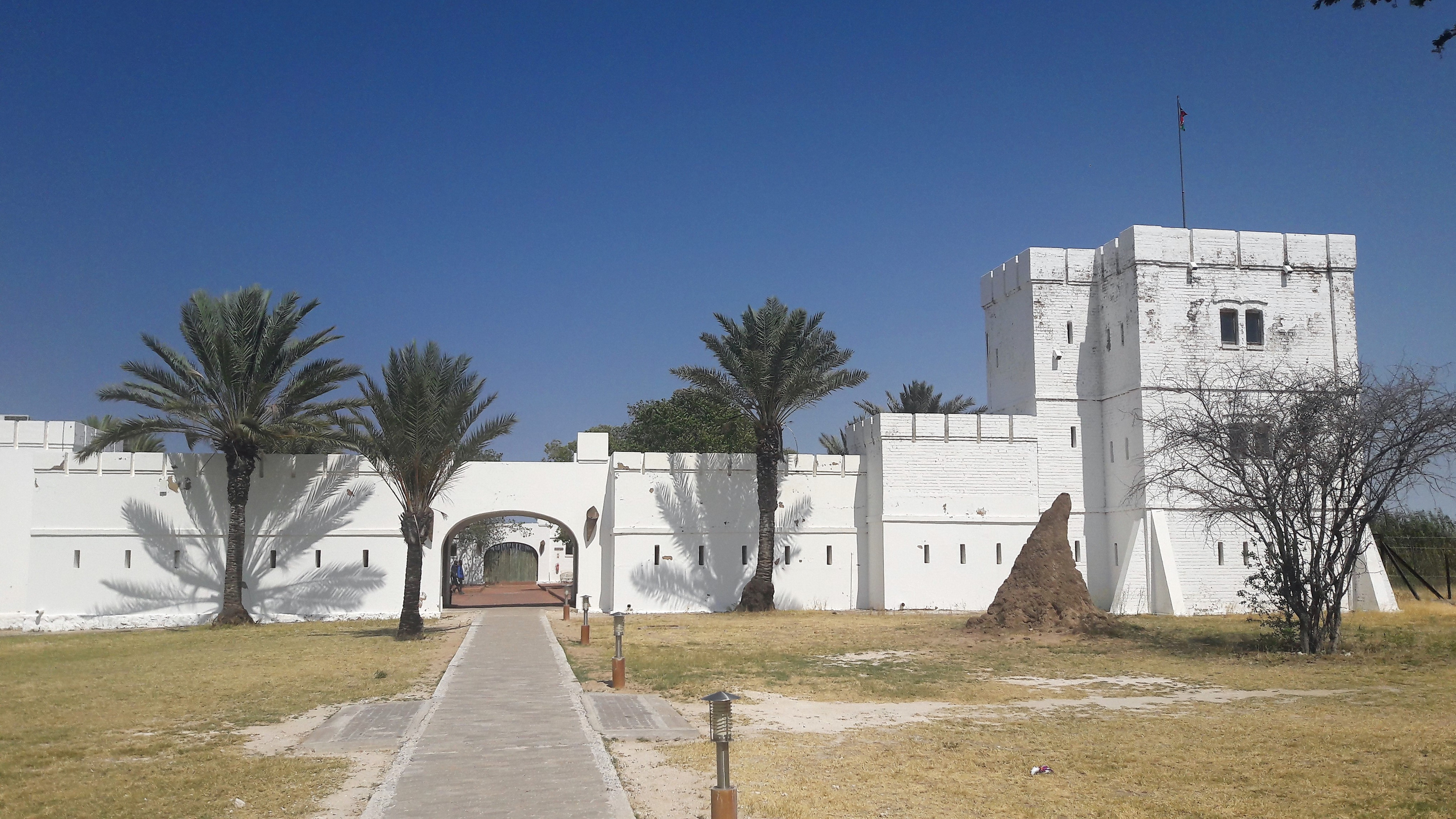
Fort Namutoni

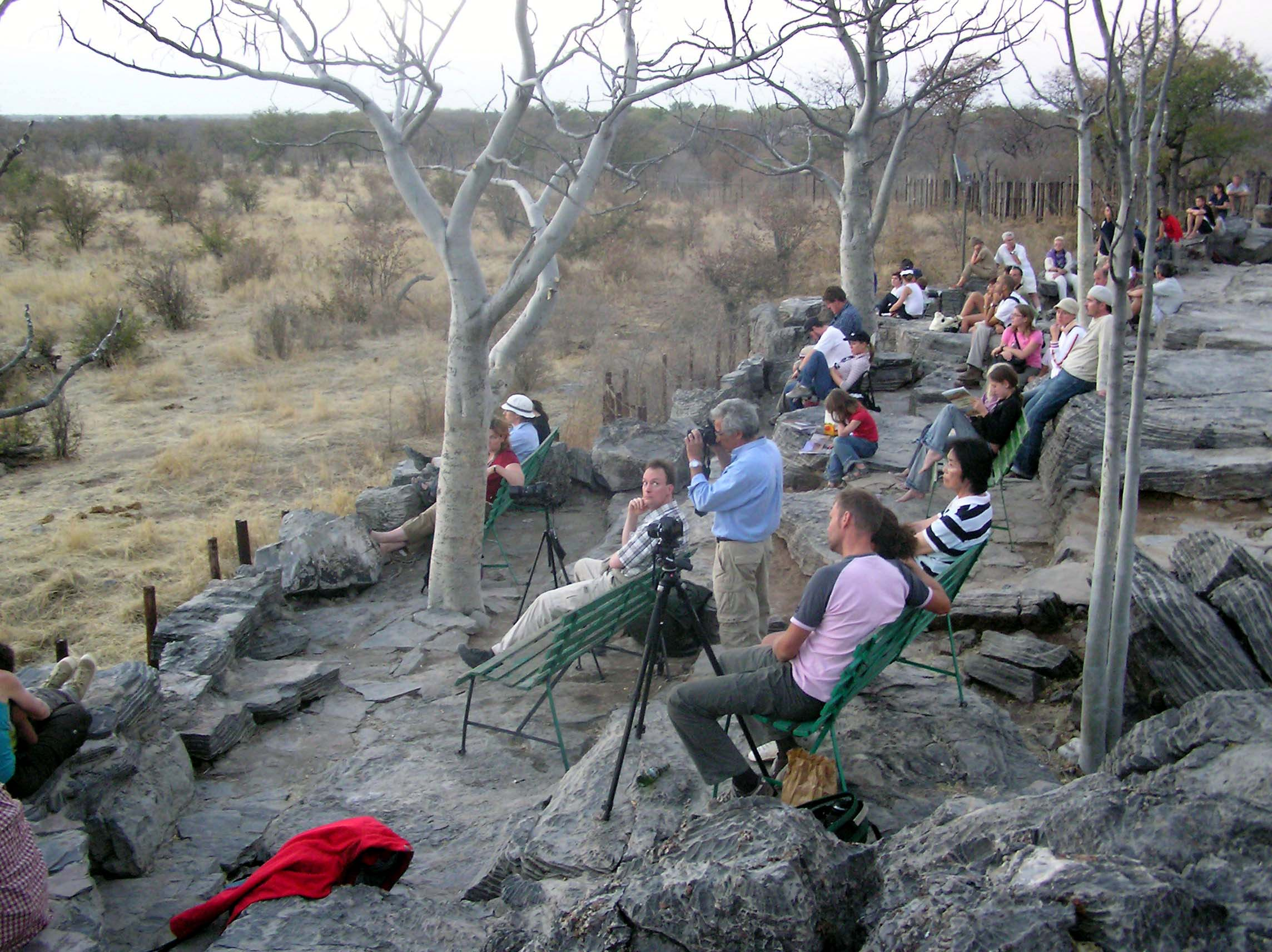
Die erhöhte Beobachtungsstelle am Wasserloch von Halali

Im Park selbst gibt es sechs (Stand Juni 2024) Unterkünfte und einige gesicherte und ungesicherte Toiletten sowie Picknickplätze. Vier der Unterkünfte haben nachts beleuchtete Wasserlöcher. Alle werden vom staatlichen Unternehmen Namibia Wildlife Resorts betrieben. Übernachtung außerhalb dieser Unterkünfte ist streng verboten.
- Okaukuejo: Okaukuejo ist der Name einer ehemaligen deutschen Polizei- und Militärstation im Süden des Nationalparks. Der Ort hieß ursprünglich Okakwiya, „die Frau, die jedes Jahr ein Kind gebiert“. Heute haben dort die Parkverwaltung und das ökologische Institut ihren Sitz.
- Namutoni: Fort Namutoni ist ebenfalls eine ehemalige Polizei- und Militärstation im Ostteil des Nationalparks, 123 Kilometer von Okaukuejo entfernt. Der Name leitet sich von dem Hererowort Omutjamitinada ab und bedeutet „von oben herab stark fließendes Wasser“.
- Halali: Halali ist der Name des 1967 für den allgemeinen Tourismusverkehr eröffneten Übernachtungscamps. Es liegt jeweils etwa 70 km von den beiden anderen Camps Okaukuejo (südwestlich) und Namutoni (nordöstlich) entfernt.
- Onkoshi: Onkoshi war die erste neu – seit Mitte der 1960er Jahre – errichtete Unterkunft im Etosha-Nationalpark. Sie liegt nördlich von Namutoni und gilt als luxuriöseste Übernachtungsmöglichkeit im Park.
- Dolomite: Dolomite ist ein von 2010 bis Mitte 2011 errichtetes Rastlager am westlichen, bis dahin für die Allgemeinheit unzugänglichen Teil des Nationalparks. Die Zufahrt durch das Galton-Tor und die Nutzung des Westteils war zunächst nur Übernachtungsgästen des Camps vorbehalten.
- Olifantsrus: Olifantsrus wurde im Oktober 2014 eröffnet und ist somit die neueste Unterkunftsmöglichkeit um Etosha-Nationalpark. Es werden zehn Campingplätze sowie ein nachts beleuchtetes Wasserloch geboten.

## Forschung
Wissenschaftliche Tierforschung begann in Etosha erst, als 1947 mit A. A. Pienaar der erste Berufsbiologe eingestellt wurde. Als Innovation in der Wildbewirtschaftung galt der Vorschlag seines Nachfolgers P. Schoeman, wegen Überlastung der Weidegründe 1000 Zebras und 500 Gnus zu töten. Die Forschung und Wildbewirtschaftung wurden 1954 unmittelbare Ziele der Verwaltung durch die Ernennung von Bernabé de Bat zum ersten Leiter der Naturschutzverwaltung. 1974 wurde das Forschungsinstitut für Umweltfragen gegründet. Es überwacht Veränderungen der Vegetation, das Klima und die Bodenbeschaffenheit. Anfang der 1980er Jahre wurden Versuche unternommen, den Jagddruck, verursacht durch die Löwen, mit Hilfe von Hormonimplantaten zu vermindern, die mindestens drei Jahre lang wirkten.
Eine besonders schwierige Aufgabe für die Biologen ist die Überwachung der Seuchen Tollwut und Milzbrand. Weil die Tiere nicht mehr abwandern können und oft eng an den Wasserlöchern beisammen sind, besteht das ganze Jahr über Ansteckungsgefahr. Zwischen 1979 und 1982 raffte die Tollwut 100.000 Kudus im südlichen Afrika dahin, da diese besonders anfällig für diese Seuche sind.
Im Südwesten des Parks befand sich bis Mitte der 1990er Jahre das etwa 15.000 Hektar große Schongebiet „Karoo“ zur Hege von gefährdeten Wildtieren. Die in den 1970er Jahren gegründete Enklave widmet sich unter anderem Pferde- und Elenantilopen, Schwarznasenimpalas, dem Bergzebra und dem Spitzmaulnashorn.

## Fauna und Flora
Der Etosha-Nationalpark beherbergt eine sehr große Vielfalt an Großtierarten. Man findet hier bis auf Krokodile, Flusspferde und Büffel nahezu alle Großtierarten des südlichen Afrika. Seit der Einzäunung im Jahre 1973 ist es den Tieren nicht mehr möglich, den Park zu verlassen – sie sind auf das Nahrungsangebot im Park angewiesen.
In Etosha wurden bisher folgende Anzahl an unterschiedlichen Tierarten nachgewiesen:
- 114 Säugetierarten
- 400+ Vogelarten
- 110 Reptilienarten
- 16 Amphibienarten
- 1 Fischart

### Säugetiere

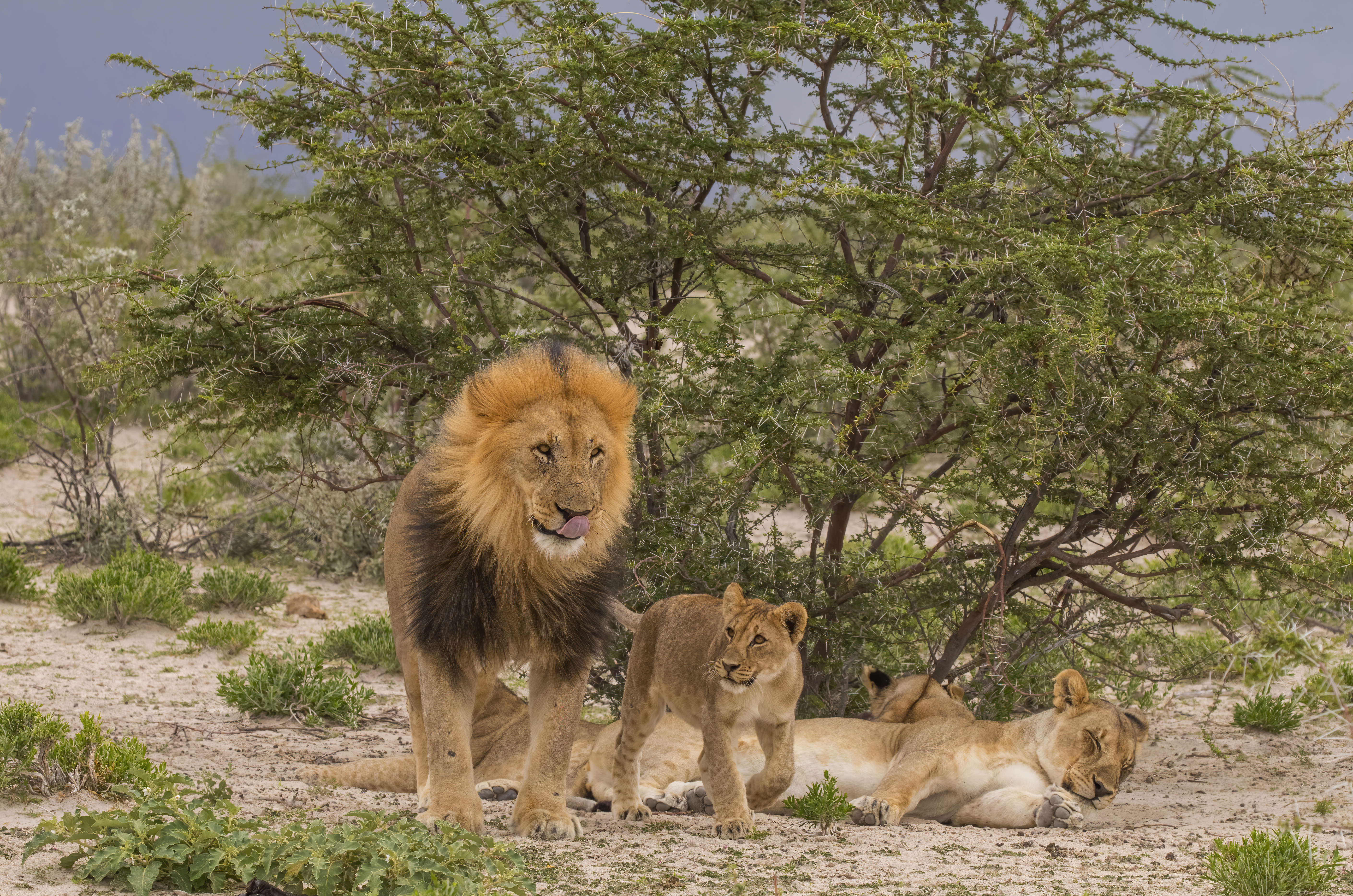
Männliche Löwe und Welpe

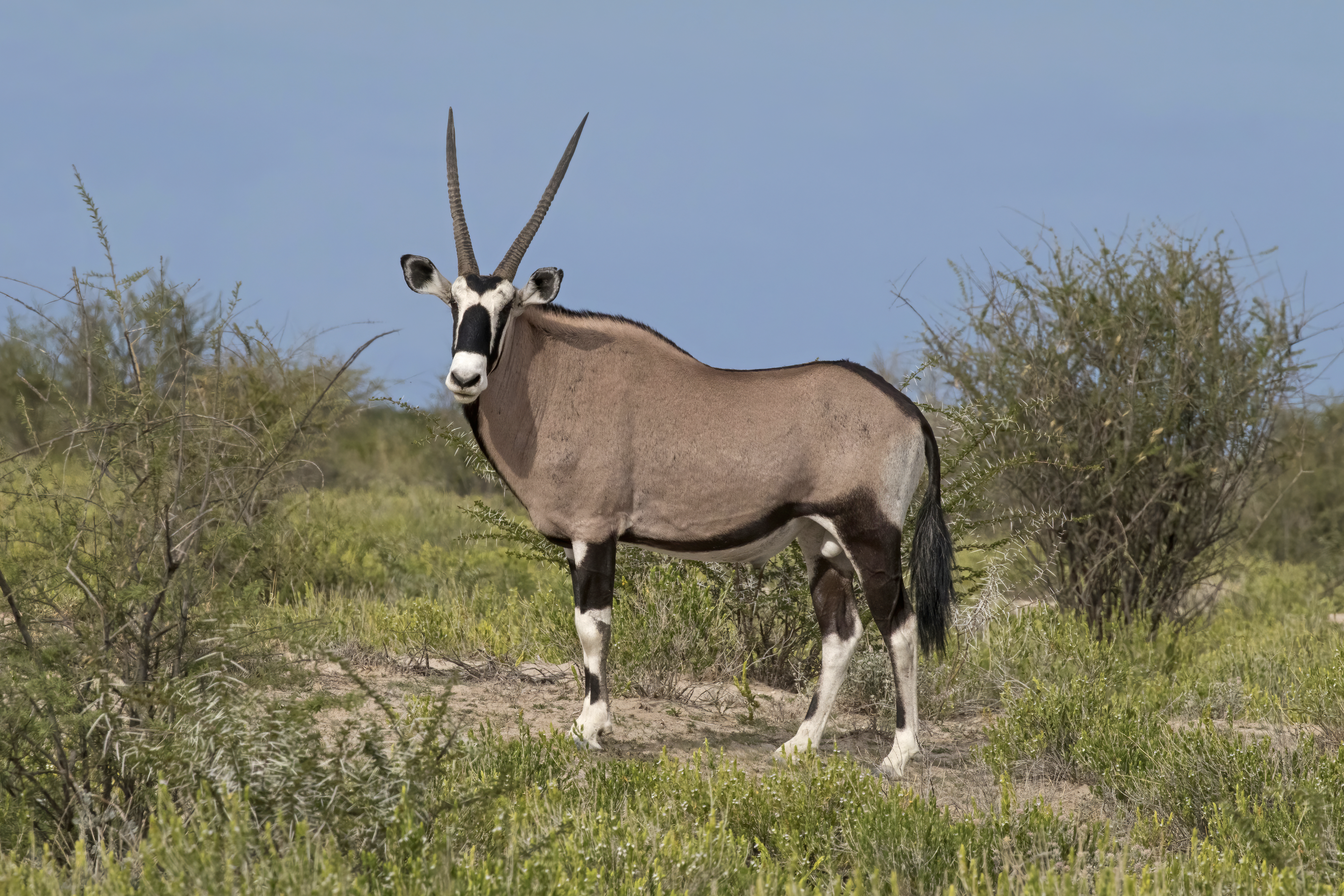
Gemsbock

Auswahl der größten und bekanntesten Säugetierarten:
| Afrikanischer Elefant Süd-Giraffe Nashörner - Breitmaulnashorn - Spitzmaulnashorn Katzen - Löwe - Leopard - Gepard - Serval - Falbkatze - Wüstenluchs - Kleinfleck-Ginsterkatze - Zibetkatze Hyänen - Braune Hyäne - Erdwolf - Fleckenhyäne | Hunde - Kapfuchs - Löffelhund - Schabrackenschakal Mangusten - Erdmännchen - Fuchsmanguste - Schlankmanguste - Südliche Zwergmanguste Sonstige - Steppenschuppentier - Buschhase - Honigdachs - Stachelschwein - Warzenschwein - Springhase - Erdhörnchen - Klippschliefer | Antilopen - Elenantilope - Pferdeantilope - Rappenantilope - Südafrikanische Kuhantilope - Sambesi-Großkudu - Gemsbock (Oryx, Spießbock) - Schwarzfersenantilope (anthropogen eingeführt) und Schwarznasenimpala - Kalahari-Springbock - Kronenducker - Damara-Dikdik - Steinböckchen - Streifengnu Zebras - Hartmann-Bergzebra - Steppenzebra |

### Vögel

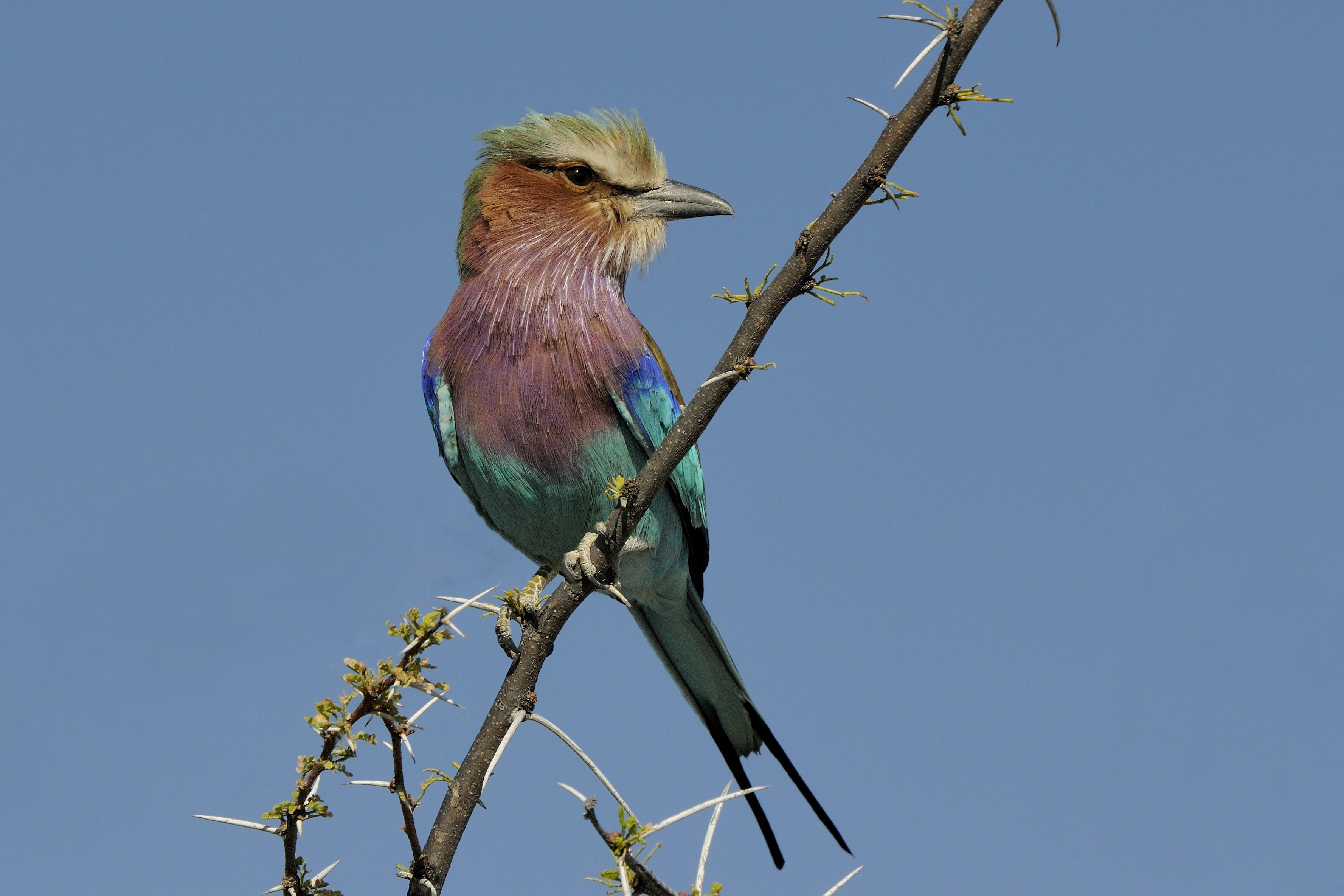
Gabelracke

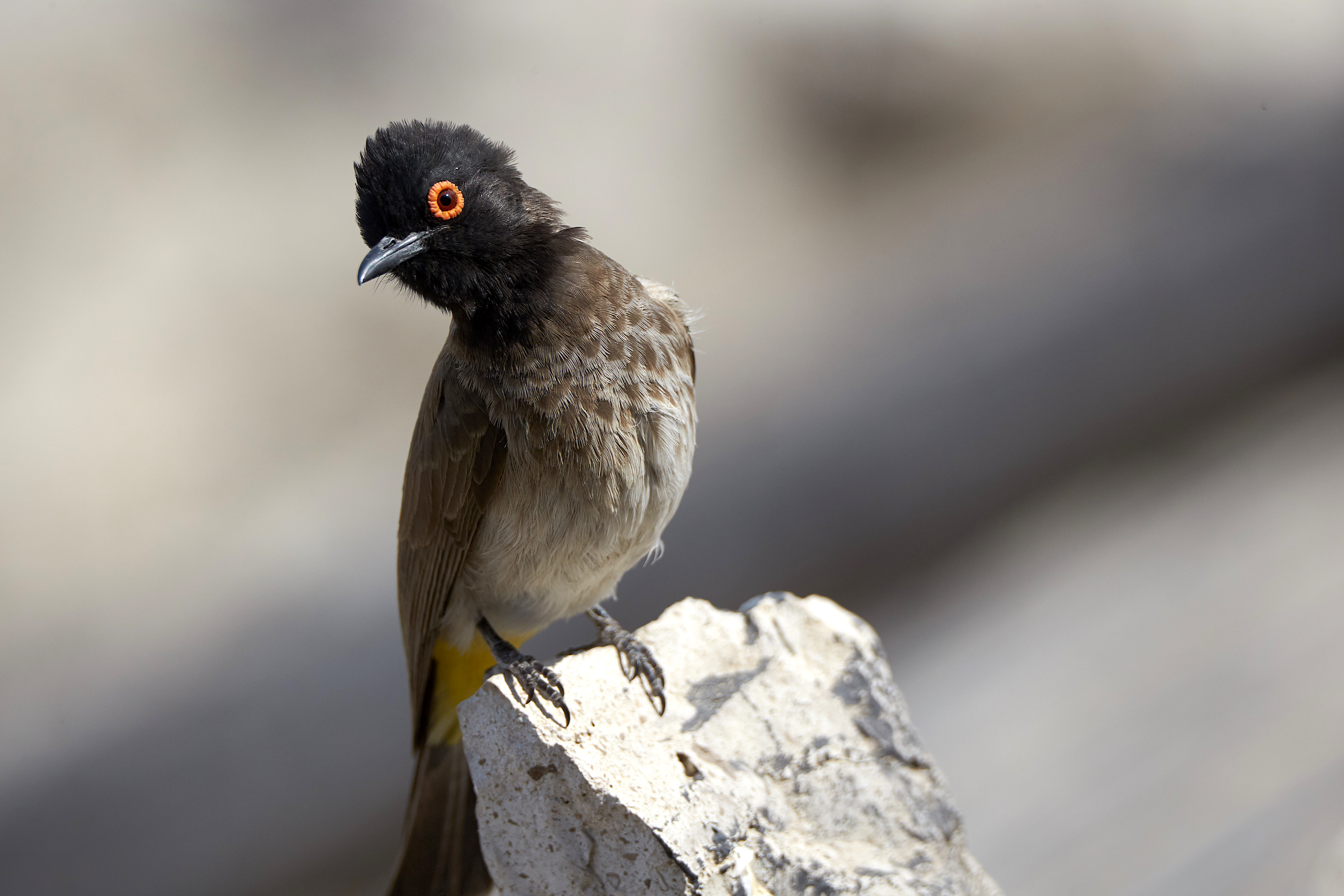
Maskenbülbül

Diese Übersicht gibt nur einen Eindruck von der Vielfalt der Vögel im Park und ist keine vollständige Liste.
| Geier - Ohrengeier - Weißrückengeier - Wollkopfgeier - Kapgeier Adler - Kampfadler - Schreiseeadler - Savannenadler - Zwergadler - Schwarzbrust-Schlangenadler - Gaukler Habichte und Sperber - Höhlenweih - Zwergsperber - Ovambosperber - Singhabicht - Gabarhabicht - Weißbürzel-Singhabicht Milane - Schwarzroter Milan - Gleitaar | Falken - Lannerfalke - Rothalsfalke - Rötelfalke - Steppenfalke - Shikra - Turmfalke - Zwergfalke Reiher - Goliathreiher - Graureiher - Purpurreiher - Schwarzhalsreiher - Silberreiher Störche - Abdimstorch - Glanzklaffschnabel - Nimmersatt - Marabu - Sattelstorch - Schwarzstorch - Weißstorch - Strauß - Sekretär | - Kronenkranich - Paradieskranich - Rosapelikan - Zwergflamingo - Rosaflamingo - Perlhuhn Trappen - Gackeltrappe - Ludwigtrappe - Riesentrappe - Rotschopftrappe - Rüppeltrappe - Südlicher Hornrabe Tokos - Gelbschnabeltoko - Grautoko - Monteiro-Toko - Rotschnabeltoko - Rotbauchwürger Racken - Blauracke - Gabelracke - Strichelracke | - Wiedehopf - Goldbugpapagei - Rosenpapagei - Rüppellpapagei - Graufischer - Graukopfliest - Senegalliest - Streifenliest - Maskenbülbül - Blauwangenspint - Europäischer Bienenfresser - Zwergbienenfresser Weber - Blutschnabelweber - Büffelweber - Cabanisweber - Mahaliweber - Maskenweber - Oryxweber - Rotbrauner Weber - Scharlachweber - Siedelweber Raben - Schildrabe |

### Wildpflege und Schutz

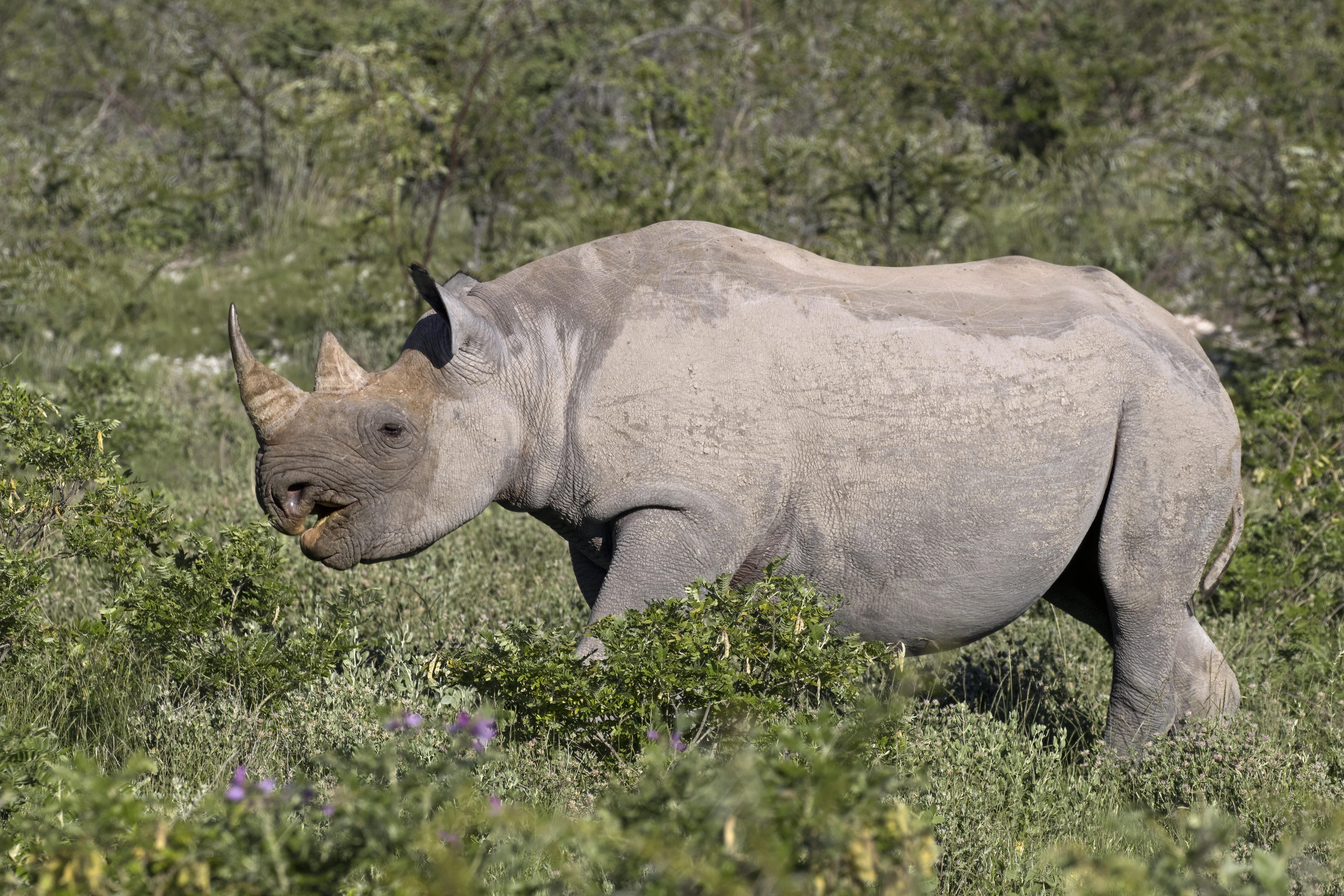
Weibliches Spitzmaulnashorn

Zahlreiche nationale und internationale Projekte zum Schutz der Tierwelt finden im Nationalpark statt.
Ein großer Erfolg ist der Schutz der Spitzmaulnashörner (Diceros bicornis bicornis). Ihre Zahl stieg von etwa 48 Tieren 1970 auf 340 im Jahre 1990 an. Das war damals 10 Prozent der weltweiten Population. Teilweise werden sie an gefährdeten Stellen am Rand des Parks gefangen und weiter ins Zentrum des Parks gebracht, um sie vor Wilderern zu schützen. Damit konnte die Zahl der gewilderten Nashörner im Jahr 1990 auf vier gegenüber 23 im Jahr zuvor reduziert werden. Heute wird durch den Erfolg des Schutzes des Spitzmaulnashorns darüber nachgedacht, ob die kontrollierte Jagd in Namibia zur Einnahme von Devisen zugelassen werden soll.
Seit Dezember 1988 gibt es eine Spezialeinheit gegen professionelle Wilderei (Anti-Poaching Unit), die teilweise wochenlang unterwegs ist. Diese zielt nicht auf Gelegenheitswilderer, die über den Zaun klettern, um einen Springbock oder ein Warzenschwein für den Eigenbedarf zu erlegen, sondern auf kriminelle Banden, die mit automatischen Waffen dutzende Tiere töten oder Elefanten und Nashörner wegen ihrer Stoßzähne oder Hörner erlegen.

### Flora

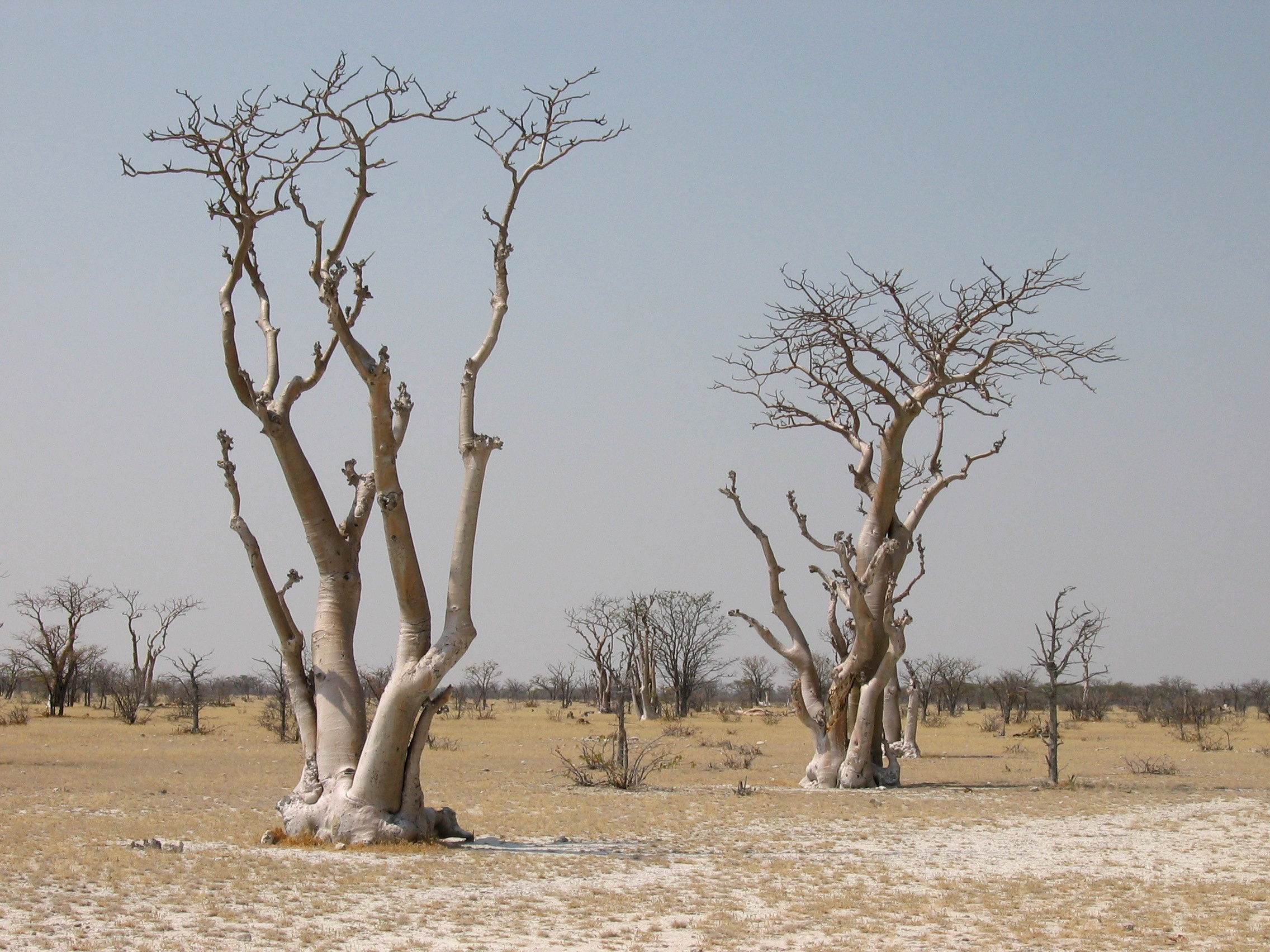
Moringabäume im Sprokieswoud

Eine botanische Besonderheit ist der Sprokieswoud (Zauberwald) zwischen Okaukuejo und dem Charl-Marais-Damm. Auf einer Fläche von etwa einen Quadratkilometer, teilweise eingezäunt zum Schutz vor Elefanten, stehen hier Moringabäume (afrikaans sprokiesboom) in der Ebene, die sonst nur auf felsigem Grund wachsen.

#### Bäume und Sträucher
| Akazien - Hakendorn (Acacia mellifera) - Kameldorn (Acacia erioloba) - Klebdorn (Acacia nebrownii) - Lüderitz-Akazie (Acacia luederitzii) - Rosendorn (Acacia ataxacantha) - Sandveldakazie (Acacia fleckii) | - Balsamsträucher (Commiphorae) - Bergdattel (Berchima discolor) - Brackbusch (Salsola articulata) - Wilde Feige - Flügelnüsse (Combretum) - Makalanipalme (Hyphaene ventricosa) - Marula (Sclerocaryga birrea) | - Mopane (Colophospermum mopane) - Moringa (Moringa ovalifolia) - Sternkastanie (Sterculia quinqueloba) - Tamboti (Spirostachys africana) - Stinkbusch, Stickender Hirtenbaum oder Schäferbaum (Boscia foetida) - Wart-ein-bißchen (Ziziphus mucronata) |

### Weiterführende Literatur
- M. W. Buch: Känozoischer Klima- und Umweltwandel in Etoscha/Nord-Namibia – Untersuchungen zur Klimasensibilität und Geomorphodynamik eines semi-ariden Landschaftsraumes im südlichen Afrika. Habilitation. Regensburg 1993.
- M. W. Buch, M. Lindeque, H. Beugler-Bell, W. du Plessis, Ch. Trippner: Environmental Change in the Etosha National Park, Northern Namibia. The Research-Cooperation-Project between the Etosha Ecological Institute, Okaukuejo / Republic of Namibia and the Department of Geography at the University of Regensburg/F.R. of Germany. Aims, Activities and First Results. Report submitted to the Deutsche Forschungsgemeinschaft (DFG) and the Gesellschaft für Technische Zusammenarbeit (GTZ). Vol. I–V, Selbstverlag, Regensburg/Okaukuejo 1993/1994.
- Sian Sullivan, Ute Dieckmann, Selma Lendelvo: Etosha Pan to the Skeleton Coast – Conservation Histories, Policies and Practices in North-west Namibia, OpenBook Publishers, Windhoek 2024, ISBN 978-1-80511-296-9. (online abrufbar)

## Filme
- Paul van Schalkwyk, Josef Nyberg: Etosha. Venture Publications, Windhoek 2008, ISBN 978-99916-828-6-0.